# Коприва (Разкрижє)
Коприва (словен. Kopriva) — поселення в общині Разкрижє, Помурський регіон, Словенія. Висота над рівнем моря: 251,5 м.